# FC Paradiso
FC Paradiso är en fotbollsklubb i Schweiz som grundades den 1 september 1917 i Paradiso.